# Нариманбеков, Видади Фарман оглы

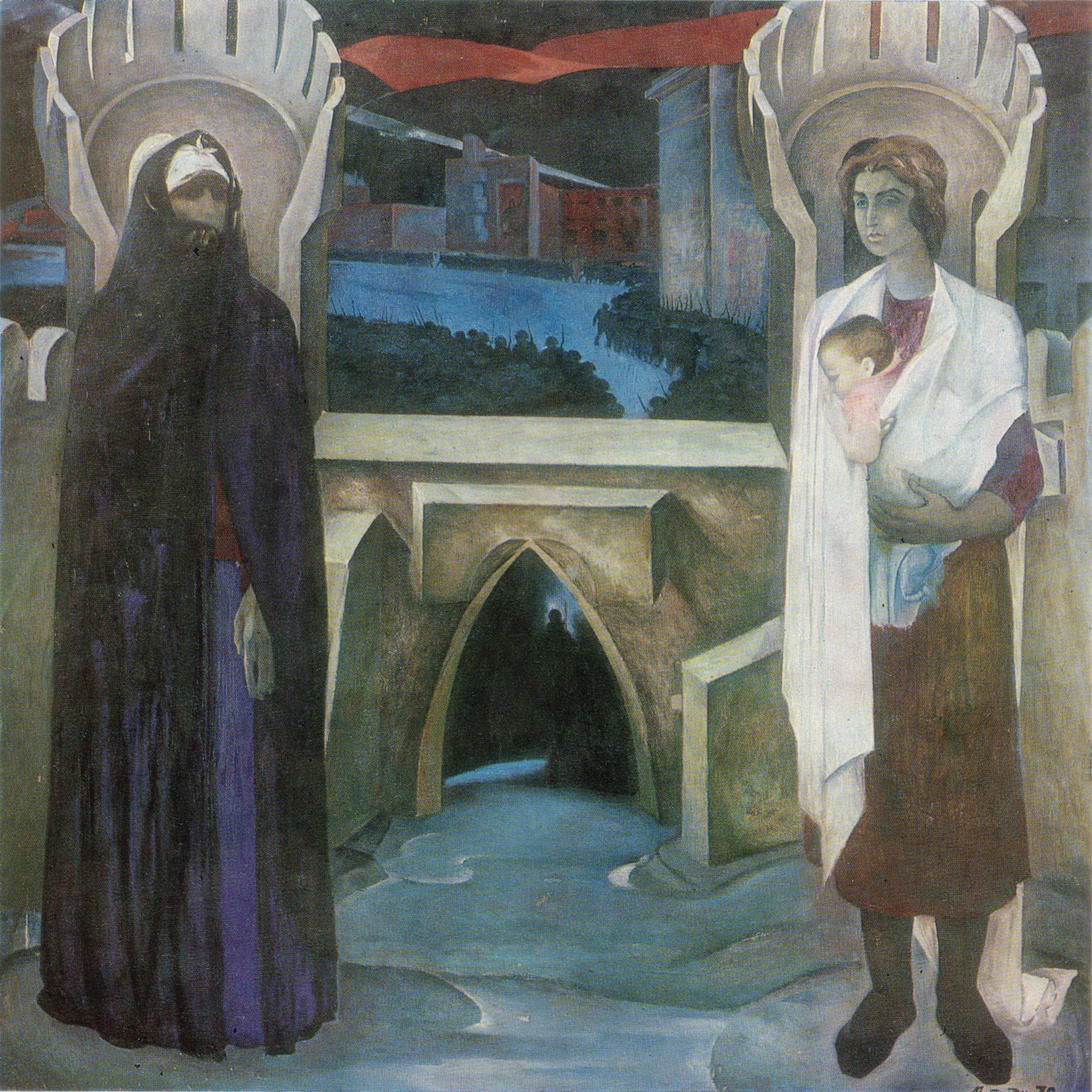
Бакинцы. Сорок первый год. 1970 холст, масло, 180х180 Азербайджанский государственный музей искусств им. Р. Мустафаева. Баку

Видади Фарман оглы Нариманбеков (азерб. Vidadi Fərman oğlu Nərimanbəyov; 13 июля 1926, Кан - 13 декабря 2001, Баку, Азербайджан) — Народный художник Азербайджанской ССР (1982). Лауреат серебряной медали им. М. Б. Грекова (1972) и кавалер ордена «Слава» (Азербайджан) (2001). Жил и работал в Баку и в Париже.

## Биография
- 1943—1944 — Учёба в Азербайджанском государственном художественном училище им. Азима Азимзаде.
- 1944—1950 — Служба в Советской Армии.
- 1950—1953 — Учёба в Азербайджанском государственном художественном училище им. Азимзаде.
- 1953—1956 — Учёба в Ленинградском высшем художественно-промышленном училище им. В. И. Мухиной.
- 1957—1960 — Учёба в Тбилисской академии художеств.
- 1958 — Участие в выставке произведений молодых художников закавказских республик, посвященной 40-летию ВЛКСМ.
- 1961 — Принят в Союз художников СССР.
- 1964— Участие в выставке произведений азербайджанских художников, посвященной 150-летию вхождения Азербайджана в состав России. Москва.
- 1965 — Участие во Всесоюзной художественной выставке «На страже мира».
- 1967 — Участие во Всесоюзной юбилейной художественной выставке «50 лет Советской власти».
- 1968 — Участие во Всесоюзной художественной выставке «50 лет ВЛКСМ». Избран членом правления Союза Художников Азербайджанской ССР.
- 1969 — Участие в выставке изобразительного искусства художников Закавказья — участников Великой Отечественной войны. Тбилиси.
- 1970 — Участие в республиканской художественное выставке «50 лет Советской власти в Азербайджане». Участие во Всесоюзной художественной

выставке, посвященной 25-летию Победы в Великой Отечественной войне.
- 1971 — Участие в выставке произведений художников Закавказья к 50-летию образования СССР.
- 1972 — Участие во Всесоюзной художественной выставке «СССР — наша Родина», посвященной 50-летию образования СССР. Награждён Серебряной медалью им. М. Б. Грекова. Избран членом правления Союза художников СССР.
- 1972—1986 Избран заместителем председателя правления Союза художников Азербайджанской ССР.
- 1974 — Участие во Всесоюзной художественной выставке портрета. Вильнюс.
- 1975 — Участие во Всесоюзной художественной выставке «30 лет Великой Победы».
- 1976 — Участие во Всесоюзной художественной выставке «Слава труду!», посвященной XXV съезду КПСС.
- 1977 — Участие во Всесоюзной художественной выставке «По ленинскому пути», посвященной Вели́кой Октя́брьской социалисти́ческой револю́ции. Участие в Международных художественных выставках в Венгрии, Чехословакии, Болгарии, Румынии, ГДР, Алжире, Финляндии, Италии, Австрии, Турции,Индии, Ираке. Присвоено звание Заслуженного художника Азербайджана (05.12.1977)[2]
- 1982 — Присвоено звание Народного художника Азербайджана.
- 1992—2000 — Персональные художественные выставки в галерее «Бускайроль» («Bouscayrol»), Франция. Бордо, По, Биарриц.
- 2001 — Награждён орденом Славы (Азербайджан).
- 2001 — Скончался и похоронен в г. Баку.

## Семья
- Жена — Назифа Нариманбекова.
- Дочь — Нигяр Нариманбекова, художник, живёт в Париже.
- Сын — Амирбек Нариманбеков, художник, преподаватель Азербайджанской художественной академии.
- Брат — Тогрул Нариманбеков, азербайджанский художник, народный художник СССР.